# Éraste d'Odet d'Orsonnens
Pour les articles homonymes, voir Odet (homonymie).
Éraste d'Odet d'Orsonnens, né le 11 avril 1836 à Saint-Roch-de-l'Achigan et mort le 24 décembre 1906 à Hull, est un notaire, écrivain et homme politique canadien. Il est maire de Hull de 1889 à 1890.

## Biographie
Originaire de Saint-Roch-de-l'Achigan, Éraste est le fils du colonel Protais d'Odet d'Orsonnens et de Louise-Sophie Rocher. Il a fait ses études au Collège de l'Assomption et puis au Collège Sainte-Marie de Montréal. Ayant étudié en droit, il devient notaire à l'âge de 22 ans. D'Orsonnens a exercé sa profession dans les villes de Montréal, de Warwick et de Hull. En 1875, il épouse Marie-Louise Fisette. D'Orsonnens a également été commissaire de la Cour supérieure du Québec et président de la commission scolaire de Hull. Vers l'âge de 50 ans, il se retire de la pratique du notaire pour poursuivre son entreprise en développement. Il a siégé au conseil municipal de Hull de 1877 à 1886 puis en a été maire de 1889 à 1890. 

## Hommages
Dans le secteur Hull à Gatineau, la rue D'Orsonnens est nommée en son honneur.